# John Olive
John Olive (Filadelfia, Pensilvania, 1 de marzo de 1955) es un exjugador y entrenador de baloncesto estadounidense que disputó dos temporadas en la NBA. Con 2,01 metros de estatura, jugaba en la posición de alero. En la actualidad es entrenador del high school Torrey Pines en Del Mar, California, puesto que ocupa desde 1996.

## Trayectoria deportiva

### Universidad
Jugó durante cuatro temporadas con los Wildcats de la Universidad Villanova, en las que promedió 9,9 puntos y 6,2 rebotes por partido.

### Profesional
Fue elegido en el puesto 168 del Draft de la NBA de 1977 por Philadelphia 76ers, pero no llegó a fichar por ellos, haciéndolo al año siguiente como agente libre por los San Diego Clippers, Jugó una temporada siendo una de las últimas opciones de banquillo para Gene Shue, su entrenador, saltando a pista en 34 partidos en los que promedió 1,3 puntos.
Cuando solo había disputado un partido de la temporada 1979-80 fue despedido, retirándose del baloncesto en activo.

### Entrenador
Tras retirarse, ejerció como director de relaciones con la comunidad y como ojeador universitario para los Sixers durante tres años. En 1985 comenzó su carrera como entrenador como asistente en su alma mater, la Universidad de Villanova, puesto que ocupó durante siete temporadas.
En 1992 se hizo cargo como entrenador principal de los Lions de la Universidad Loyola Marymount, permaneciendo en el puesto cinco temporadas, en las que consiguió 51 victorias y 88 derrotas.

## Estadísticas de su carrera en la NBA

### Temporada regular
| Temporada | Edad | Equipo             | Liga | P  | TIT | MIN  | TC  | TCA | %TC  | 3P  | 3PA | %3P | TL  | TLA | %TL  | R.OF. | R.DEF. | REB | ASIS | ROB | TAP | PER | FP  | PTS |
| 1978-79   | 23   | San Diego Clippers | NBA  | 34 |     | 5.6  | 0.4 | 1.2 | .325 |     |     |     | 0.5 | 0.7 | .783 | 0.1   | 0.5    | 0.6 | 0.1  | 0.1 | 0.0 | 0.4 | 0.9 | 1.3 |
| 1979-80   | 24   | San Diego Clippers | NBA  | 1  |     | 15.0 | 0.0 | 2.0 | .000 | 0.0 | 0.0 |     | 0.0 | 0.0 |      | 0.0   | 1.0    | 1.0 | 0.0  | 0.0 | 0.0 | 2.0 | 2.0 | 0.0 |
| Total     |      |                    | NBA  | 35 |     | 5.8  | 0.4 | 1.2 | .310 | 0.0 | 0.0 |     | 0.5 | 0.7 | .783 | 0.1   | 0.5    | 0.6 | 0.1  | 0.1 | 0.0 | 0.4 | 1.0 | 1.3 |